# Туровське передгір'я
Туровське передгір'я (Turovské predhorie) — гірський масив в Словаччині; геоморфологічна підодиниця масиву Кремницькі-Верхи.. Найвища точка — гора Баніште (639 м.) Місце розташування — Банськобистрицький край